# Dakryolith
Als Dakryolith (von altgriechisch δάκρυον dákryon, deutsch ‚Träne‘, und λίθος lithos ‚Stein‘), Tränenstein  oder Tränengangstein, früher Ophthalmolith (von altgriechisch ὀφθαλμός ophthalmós ‚Auge‘), bezeichnet man feste Ablagerungen (Kalk-Konkremente) in den Tränenwegen. Sie treten beim Menschen vor allem im Alter zwischen 20 und 50 Jahren auf, Raucher sind besonders stark betroffen. Die Erkrankung durch Tränensteine nennt man Dakryolithiasis, veraltet auch Lithiasis glandulae lacrimalis.

## Pathophysiologie
In den meisten Fällen handelt es sich um Pilzknäuel von Vertretern der Gattung Candida oder um inkrustierte (kalkartige) Konglomerate von Bakterien (Streptomyces försteri oder Actinomyces). Gelegentlich bestehen die Tränensteine aus Zelltrümmern (Detritus) und Fibrin. Die krankhafte Konkrementbildung in den Tränenwegen, auchVersteinerung (Petrifizierung), „entsteht durch Stauung, Eindickung und Verkalkung des Sekretes in den Ausführungsgängen der Tränendrüsen.“

## Häufigkeit
Tränensteine treten in der Humanmedizin sehr selten auf. In der Tiermedizin sind sie extrem selten – es gibt lediglich Einzelfallberichte für Hund, Pferd und Schneeleopard. Bei letzterem bestand der Stein aus anorganischen Bestandteilen (vor allem Kalzium, Schwefel, Magnesium und Aluminium).

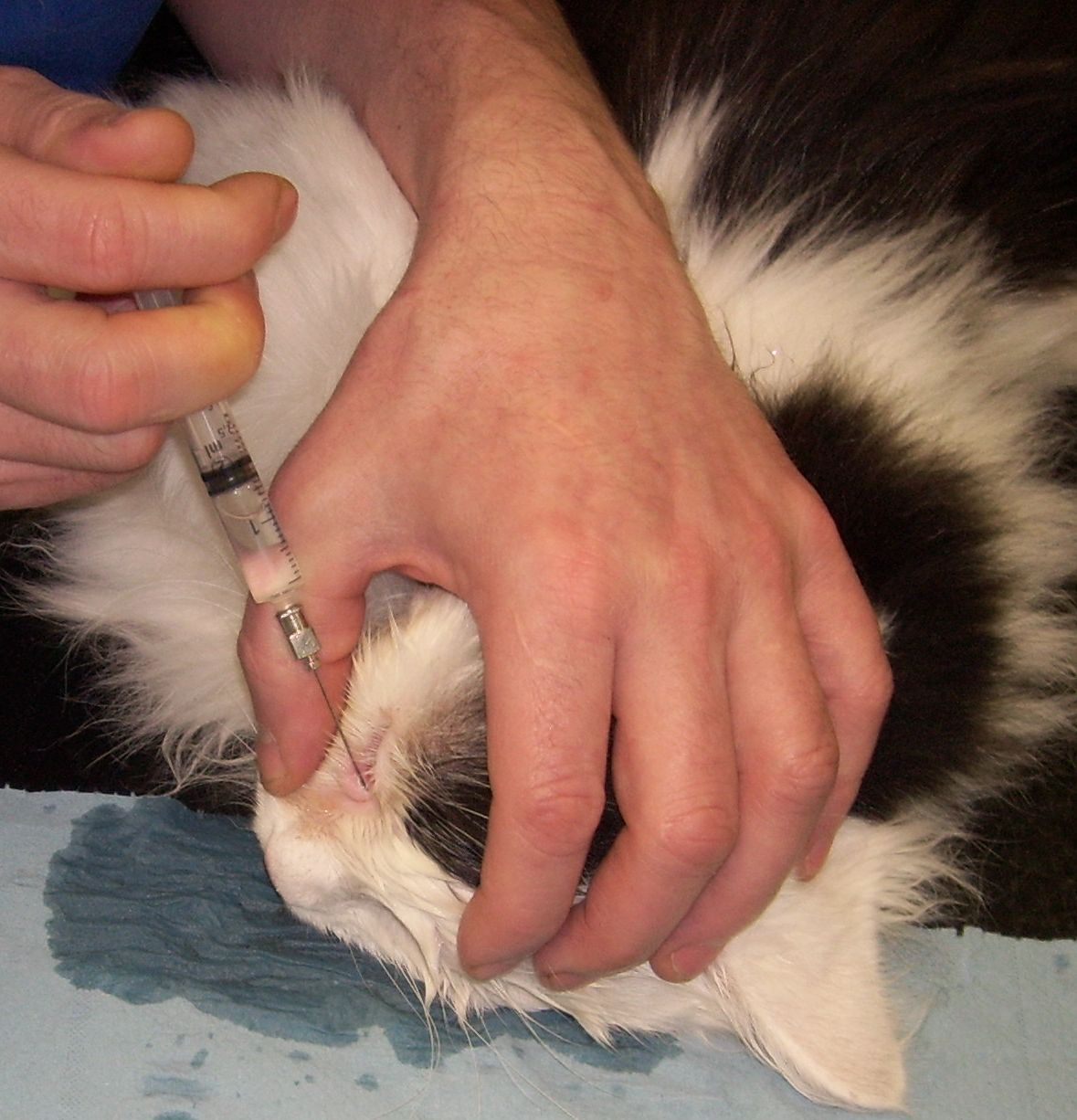
Spülung des Tränennasengangs bei einer Katze

## Symptomatik
Typische Symptome sind vermehrter Tränenfluss (Epiphora), schleimig-eitriger Augenausfluss (Blennorrhoe) sowie Schwellung und Schmerzen im inneren Augenwinkel. Die Symptome können periodisch auftreten, mit mehrwöchigen symptomfreien Zeiträumen. In 70 % der Fälle tritt eine rezidivierende Tränensackentzündung (Dakryozystitis) als Folge der Obstruktion der Tränenwege auf; eine Dakryozystitis anderer Ursache kann aber auch einen Dakryolithen hervorrufen.

## Diagnostik
Durch die Dakryolithen kann es zu einem vollständigen oder partiellen Verschluss des Tränennasengangs kommen, der sich mittels Farbstoffen nachweisen lässt (Jones-Test). Die Diagnose lässt sich vor allem durch eine Dakryozystographie oder durch eine Tränenwegszintigraphie (Dakryozystoszintigraphie) sichern. Man spricht dann von einer Dakryostenose oder von einer Tränengangstenose.

## Therapie
Die Beseitigung der Dakryolithen klappt meistens durch intensive Spülung. Hartnäckige Verlegungen müssen durch Erweiterung des Tränennasengangs mittels Ballonkatheter oder chirurgisch (Dakryozystorhinostomie, Dacryocystorhinostomia, Dakryostomie, Dakryorhinostomie oder Dakryorhinozystostomie) beseitigt werden.

## Geschichte
Im 19. Jahrhundert bezeichnete man jede „Verhärtung eines Theils im Auge oder des ganzen Augapfels“ als Ophthalmolithus. Der Tränenstein hieß Dacryolithus. Die Dacryolithiasis nannte man auch Dacryolithiosis. Im 20. Jahrhundert war ein Ophthalmolith dagegen eine „umschriebene Verkalkung oder Verknöcherung in der Aderhaut eines erblindeten und geschrumpften Auges, eventuell in Netzhaut und Glaskörper vordringend.“ Der Begriff Ophthalmolith wird im 21. Jahrhundert kaum noch verwendet.